# 保塚町
保塚町（ほづかちょう）は、東京都足立区の町名。「丁目」の設定のない単独町名である。住居表示実施済区域。

## 地理
東京都足立区中部に位置する。隣接する地区は、北は東保木間、東は六町、南は一ツ家、西は平野および東六月町。町域内に教育機関は存在しない。以前は町域の東にある「子供の広場」が住民の多目的広場として機能していたが「子供の広場」も宅地化され、現在は保塚公園がその役割を果たしている。つくばエクスプレス線の開業までは鉄道空白地帯であった町域内には大型高層マンションなどは存在しないが、代わりに倉庫・物流センター・駐車場などが多く立地している。

### 地価
住宅地の地価は、2025年（令和7年）1月1日の公示地価によれば、保塚町5-12の地点で32万3000円/m2となっている。

## 歴史
保塚町は保木間村の一部と竹塚村の飛び地の一部からなる両村の辺境的存在であった。第二次世界大戦前は純農村であり、人家が進出するのは1950年代からのことである。1960年代の土地整備を契機に農家の農業離れが進み、現在では一部を除きほとんどが宅地化された。

### 地名の由来
1963年（昭和38年）9月1日に、それまでの農道整備に連動して当地で行われていた土地区画整理事業が完了した際に、新しく誕生した土地区画整理地区に新しい町名を付けることになった。そこで、土地区画整理地区の従来の町名である保木間町と竹塚町から一文字ずつ取り、保塚町とした。1978年（昭和53年）に町名は保塚町のままで住居表示が実施されている。

### 沿革
- 1868年（明治元年） - 武蔵国足立郡保木間村および竹塚村となる。
- 1869年（明治2年） - 小菅県保木間村および竹塚村となる。
- 1872年（明治5年） - 大区小区制施行。東京府第五大区第一八小区保木間村および第一九小区竹塚村となる。
- 1873年（明治11年） - 東京府南足立郡竹塚村および保木間村となる。
- 1889年（明治22年）5月1日 - 六月村・竹塚村・保木間村・伊興村の4箇村を統合し、渕江村発足。東京府南足立郡渕江村大字保木間字野耕地。
- 1932年（昭和7年）10月1日 - 東京市編入。東京市足立区保木間町および竹塚町となる。
- 1943年（昭和18年） - 東京都制施行。東京都足立区保木間町および竹塚町となる。
- 1963年（昭和38年）9月1日 - 土地区画整理事業により、保塚町が成立。東京都足立区保塚町となる。
- 1978年（昭和53年）2月1日 - 保塚町として住居表示実施。

## 世帯数と人口
2025年（令和7年）1月1日現在（足立区発表）の世帯数と人口は以下の通りである。
- 世帯数 : 1,876世帯
- 人口 : 3,633人

### 人口の変遷
国勢調査による人口の推移。
| 年                 | 人口  |
| ------------------ | ----- |
| 1995年（平成7年）  | 2,672 |
| 2000年（平成12年） | 2,482 |
| 2005年（平成17年） | 2,564 |
| 2010年（平成22年） | 2,819 |
| 2015年（平成27年） | 3,085 |
| 2020年（令和2年）  | 3,412 |

### 世帯数の変遷
国勢調査による世帯数の推移。
| 年                 | 世帯数 |
| ------------------ | ------ |
| 1995年（平成7年）  | 930    |
| 2000年（平成12年） | 928    |
| 2005年（平成17年） | 976    |
| 2010年（平成22年） | 1,201  |
| 2015年（平成27年） | 1,307  |
| 2020年（令和2年）  | 1,619  |

## 学区
区立小・中学校に通う場合、学区は以下の通りとなる（2023年4月時点）。なお、足立区では学校選択制度を導入しており、区内全域から選択することが可能。ただし、小学校に関しては、2018年（平成30年）度から学区域または学区域に隣接する学校のみの選択になる。
- 区域 : 全域
  - 小学校 : 足立区立東栗原小学校
  - 中学校 : 足立区立東島根中学校

## 事業所
2021年（令和3年）現在の経済センサス調査による事業所数と従業員数は以下の通りである。
- 事業所数 : 133事業所
- 従業員数 : 969人

### 事業者数の変遷
経済センサスによる事業所数の推移。
| 年                 | 事業者数 |
| ------------------ | -------- |
| 2016年（平成28年） | 123      |
| 2021年（令和3年）  | 133      |

### 従業員数の変遷
経済センサスによる従業員数の推移。
| 年                 | 従業員数 |
| ------------------ | -------- |
| 2016年（平成28年） | 939      |
| 2021年（令和3年）  | 969      |

## 交通

### 鉄道
保塚町域内に鉄道駅は存在しない。しかし隣接する六町に六町駅があるため、地域住民が鉄道利用に不便することはない。

### バス
- 東武バス

## 施設
- 保塚センター
  - 保塚区民事務所
  - 保塚図書館
  - 保塚住区センター
    - 児童館
    - 学童保育室
    - 老人館

  - 保塚社会教育館
- 保塚公園
- 子供の広場・・・現在は住宅地になっている

## その他

### 日本郵便
- 郵便番号 : 121-0072[3]（集配局 : 足立北郵便局[16]）。